# Cechenotettix nemourensis
Cechenotettix nemourensis är en insektsart som beskrevs av Matsumura 1908. Cechenotettix nemourensis ingår i släktet Cechenotettix och familjen dvärgstritar. Inga underarter finns listade i Catalogue of Life.